# ホンダ・K型エンジン
ホンダ・K型エンジン（Kがたエンジン）は、本田技研工業で製造されている中型車種用の直列4気筒ガソリンエンジンである。

## 機構

### i-VTEC
K20A/K24A
B型、F型、H型エンジンの後継エンジンにあたる直列4気筒エンジン。次世代に向け「CO2の削減（燃費の向上）」と「排気ガスのクリーン化」を両立しながら、走る楽しさ（動力性能の向上）との高次元での融合を目指したエンジンをホンダは「i-シリーズ」と称し、K型はその第1弾として発表された。J型以降の流れで、従来のB型・F型とはエンジン回転方向が逆向きに変更され、他社と同様の方向に改められた。
全機種スイングアーム式DOHCによってそれぞれ2個ずつの吸・排気バルブ、計16バルブが駆動される。装着される可変バルブタイミング・リフト機構の「i-VTEC」は、低速域では吸気バルブのうち片方をほぼ休止され、吸気側カムシャフトの位相を変化しオーバーラップ量を調整する「VTC（Variable Timing Control）」が組み合されている。スイングアームには摺動部のフリクションを低減する目的からローラー機構を使用している。
シリンダーブロックはアルミダイカスト製で、クランクシャフトの支持剛性を上げるためにロアブロック構造が採用されて、2次のエンジンの振動を低減させるためバランサーが装着された。F型と同じ94mmのボアピッチであるが、タイミングチェーンの採用や補機サーペンタイン駆動などにより、エンジン長は抑えられている。
PGM-FIはインテークマニホールドの各気筒のポートにインジェクターが取付けられたマルチポイント式である。インテークマニホールドに可変吸気装置が装備され、i-VTECとの協調制御により中・低速域のトルクと高速域の出力を両立させている。エンジン後方にエキゾーストマニホールドを取付けることにより、エンジンと三元触媒との間隔を近づけ、冷間時でも早期から排気ガスの浄化を可能にした。2008年以降の仕様では、エキゾーストマニホールドが無く、シリンダーヘッド内で隣り合う排気ポートが集合し、その直後に三元触媒が装備されるほか、吸気側にエアフロメーターが取付けられ、更なる排気ガスの浄化が図られている。また、アコード用のエンジンブロックはアコードが上級車種であることから、振動対策などでブロックの肉厚を増やしている。

### R-Spec
K20A
タイプR（インテグラタイプR、シビックタイプR）用に開発され、各部が高回転・高出力化を重視した仕様になっている。
可変バルブタイミング・リフト機構は低速域と高速域の双方でバルブタイミングとリフト量を変更する。可変吸気装置を廃して吸気慣性効果を向上させた単管等長仕様インテークマニホールドを採用し、シリンダーヘッドの吸・排気ポートは細粒砂型により、形状の高精度化や壁面の平滑化が図られた。その一方で、先代インテグラタイプRに搭載されていたB18Cから10kgの軽量化に成功している。
なお、同じ「R-Spec」でもインテグラ用とシビック用はかなり仕様が異なる。シビックタイプR用（FD2型、日本仕様）は、エンジンブロックの剛性確保のためアコードユーロR用のブロックを使用している他、フリクションの低減のためにインテグラと同様にバランサーを廃止し、エキゾーストマニホールドも専用品となった。カタログスペック上はほとんど違いが見られないものの、実際のトルクカーブはシビックが大きく上回っている。

### i-VTEC I
K20B
標準仕様のi-VTEC仕様の燃料供給方式を筒内直接噴射（直噴）にし、低燃費、排気ガスのクリーン化と高出力をさせている。
燃焼室天井中央部にインジェクタを取付けた「センターインジェクション」を採用し、空燃比 65：1の超希薄燃焼を実現しながら平成17年排出ガス基準50％低減レベルをクリアした。

### バリアブルフロー・ターボ
K23A
エンジン後方に搭載したバリアブルフロー・ターボは、以前C型に搭載されたウィングターボのような可動ベーンは用いず、ソレノイドで駆動するダイヤフラムアクチュエーターによってフラップバルブを制御し、低速域ではタービンへの通路を狭め内側のスクロールへのみ排気ガスを流入させることでタービンを高回転に保ち、高速域では外側のスクロールへも排気ガスを送り排圧を低減させる。

### EARTH DREAMS TECHNOLOGY
K24W
2014年までに各車両カテゴリーで燃費No.1を目指し、2020年までにCO2排出量を2000年比で30％の低減を目指すために投入される次世代革新技術を採用したモデル。
燃料供給方式にはi-VTEC I（K20B）以来の直噴が採用されている（ポート噴射仕様も存在）。低排出ガス化に主眼をおいた均質燃焼直噴で、分割噴射やマルチホールインジェクタ、高流動吸気ポートなどを採用する。バルブ挟み角は51度から35度に縮小している。加えて高圧縮比化や低摩擦化などにより、燃費や出力は5％、最大トルクは10%程度向上している。
従来の後方排気から前方排気に改め排ガスを均一に触媒に導入することで、触媒の性能を高めている。
K20C
オハイオ州のアンナエンジン工場で生産される2.0Lエンジン。ターボモデルと自然吸気モデルが存在し、ターボモデルのみ直噴を採用する。VTCは吸排気両方、VTECは排気のみに装着となる。ターボモデルは小型のモノスクロールターボを採用した。シビックタイプR、インテグラタイプS用エンジンは他のターボエンジン搭載車とは異なり、エンジン内部の回転・往復部品の重量低減も徹底的に行った。内部に環状の冷却油路を持ちながらも軽量に仕上げたアルミ製ピストンや、2段階の鍛造工程で棹部を強化し、通常よりも細く、軽量にできる「制御鍛造コンロッド」、カウンターウエイトをスリム化したクランクシャフトなどが使用されている。

### レース用
HRC-K20C
2024年11月、ホンダとホンダ・レーシング（HRC）が開発を公表したエンジン。上記のK20Cをベースに、シリンダーブロックは鋳造方法を工夫して強化しているほか、強化ピストン、コンロッド、オイルジェット、高強度ボルト、オイルバッフルを採用。それ以外はほぼ市販のK20Cと同様だという。スペックは出力馬力によってA - Dの4種類あり、最高出力のスペックDは約600馬力を発揮し、潤滑もドライサンプ化しており、フォーミュラカーへの搭載も可能。実際に同月にはダラーラ・SF19にスペックDを搭載してのテスト走行も行われている。

## 歴史
- 2000年10月26日に発表されたストリームに、2,000ccのK20Aが初めて採用された。
- 2001年7月2日に発表された2代目インテグラ・タイプRに、ハイチューン仕様のK20Aが採用された。
- 2002年10月10日に発表された7代目アコード及び4代目アコードワゴンに、2,400ccのK24Aが採用された。ハイオク仕様と、レギュラー仕様のエンジンが設定された。
- 2003年11月27日に発表されたストリーム・アブソルートに、2,000ccガソリン直噴エンジン i-VTEC IのK20Bが採用された。
- 2006年4月13日に発表されたアキュラ・RDXに、バリアブルフロー・ターボを装着した2,300ccのK23Aが採用された。
- 2006年に発売された3代目CR-V（北米仕様）にてK24Zが採用された。
- 2012年1月11日に発表された9代目アコード（北米仕様）に、EARTH DREAMS TECHNOLOGYを投入した2,400ccのK24Wが採用された。
- 2015年に発売されたシビック・タイプRにVTECとターボチャージャーを組み合わせたK20C1が採用された。

## バリエーション

### 現在

#### K20C
標準仕様

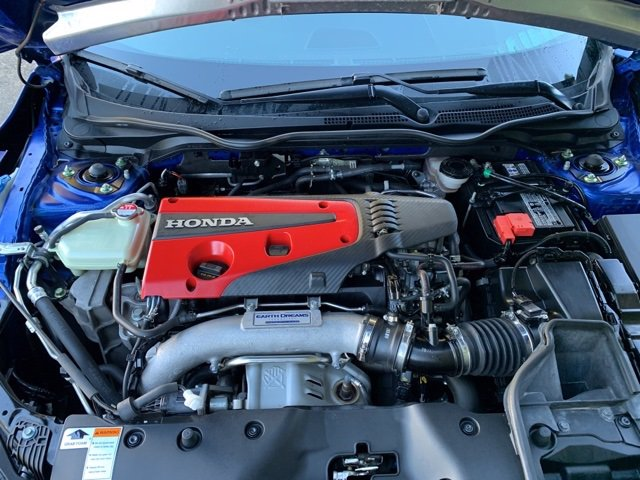
K20C1

- 弁機構：DOHC i-VTEC チェーン駆動 吸気2 排気2
- 排気量：1,995cc
- 内径×行程：86.0mm×85.9mm
- 圧縮比：10.8
- 燃料供給装置形式：電子制御燃料噴射式（PGM-FI）
- 参考スペック（FL1 シビック北米仕様）
  - 最高出力：118kW(160PS)/6,500rpm
  - 最大トルク：187N・m(19.0kgf・m)/4,200rpm

ターボ仕様
- 弁機構：DOHC VTEC チェーン駆動 吸気2 排気2
- 排気量：1,995cc
- 内径×行程：86.0mm×85.9mm
- 圧縮比：9.8
- 燃料供給装置形式：電子制御燃料噴射式（PGM-FI）直噴
- 参考スペック（FL5 シビック・タイプR）
  - 最高出力：243kW(330PS)/6,500rpm
  - 最大トルク：420N・m(42.8kgf・m)/2,600rpm－4,000rpm
- アヴァンシア/UR-V
- アコード（北米仕様）
- アキュラ・RDX
- アキュラ・TLX
- シビックタイプR
- アリエル・アトム（エンジン提供）

#### K24A
標準仕様
- 弁機構：DOHC i-VTEC チェーン駆動 吸気2 排気2
- 排気量：2,354cc
- 内径×行程：87.0mm×99.0mm
- 燃料供給装置形式：電子制御燃料噴射式（PGM-FI）
- 参考スペック（RM4 CR-V）
  - 最高出力：140kW(190PS)/7,000rpm
  - 最大トルク：222N·m(22.6kg·m)/4,400rpm
- BF115D/BF135A/BF150A（船外機）

#### K24W
標準仕様

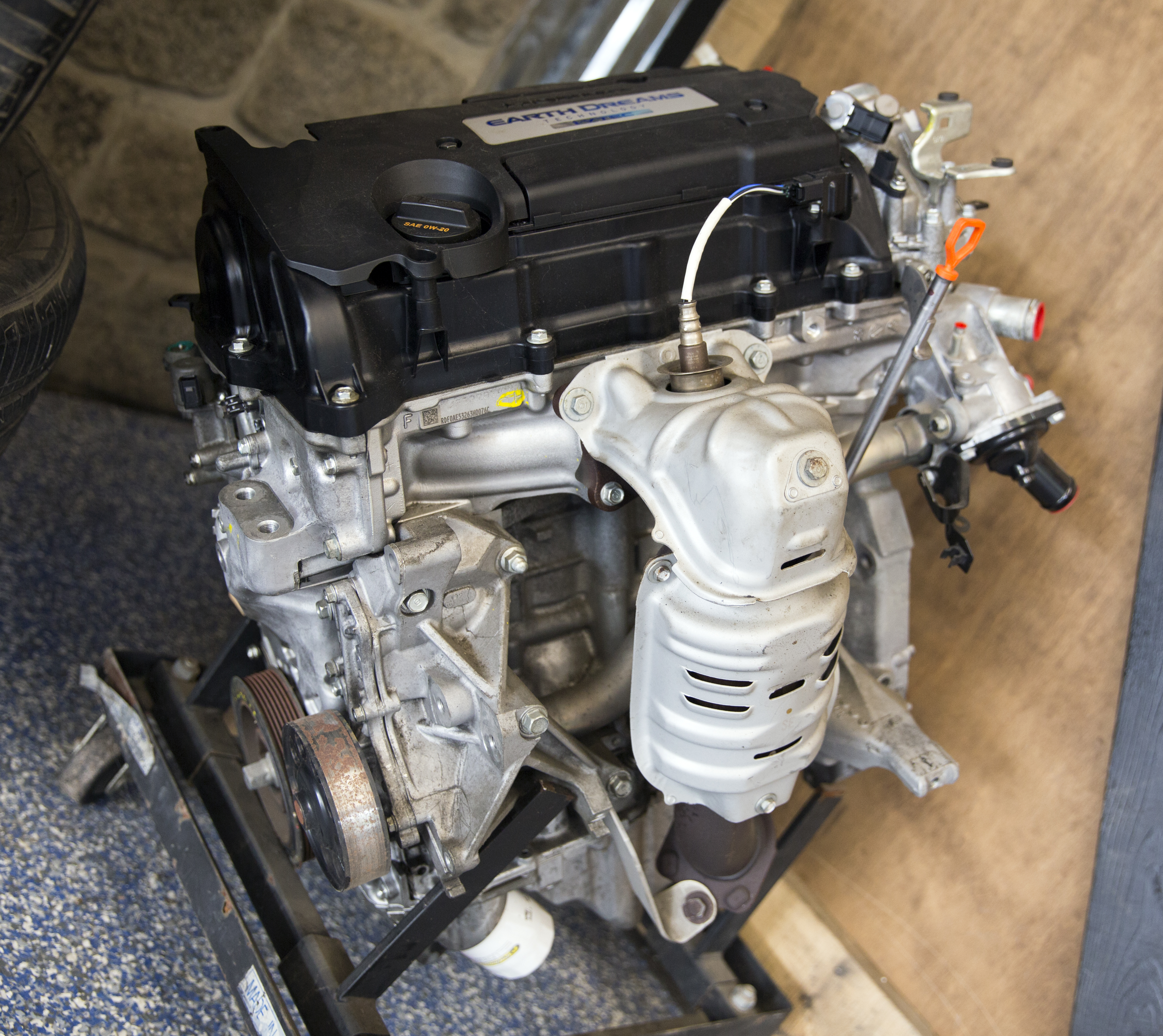
K24W1

- 弁機構：DOHC i-VTEC チェーン駆動 吸気2 排気2
- 排気量：2,356cc
- 内径×行程：87.0mm×99.1mm
- 圧縮比：10.1
- 燃料供給装置形式：電子制御燃料噴射式（PGM-FI）
- 参考スペック（RC1 オデッセイ）
  - 最高出力：129kW(175PS)/6,200rpm
  - 最大トルク：225N·m(23.0kgf·m)/4,000rpm
- オデッセイ（RC1/2）

直噴
- 弁機構：DOHC i-VTEC チェーン駆動 吸気2 排気2
- 排気量：2,356cc
- 内径×行程：87.0mm×99.1mm
- 圧縮比：11.1
- 燃料供給装置形式：電子制御燃料噴射式（PGM-FI 直噴）
- 参考スペック（RC1 オデッセイ アブソルート）
  - 最高出力：140kW(190PS)/6,400rpm
  - 最大トルク：237N·m(24.2kgf·m)/4,000rpm
- オデッセイ アブソルート（RC1/2）

### 過去

#### K20A
標準仕様

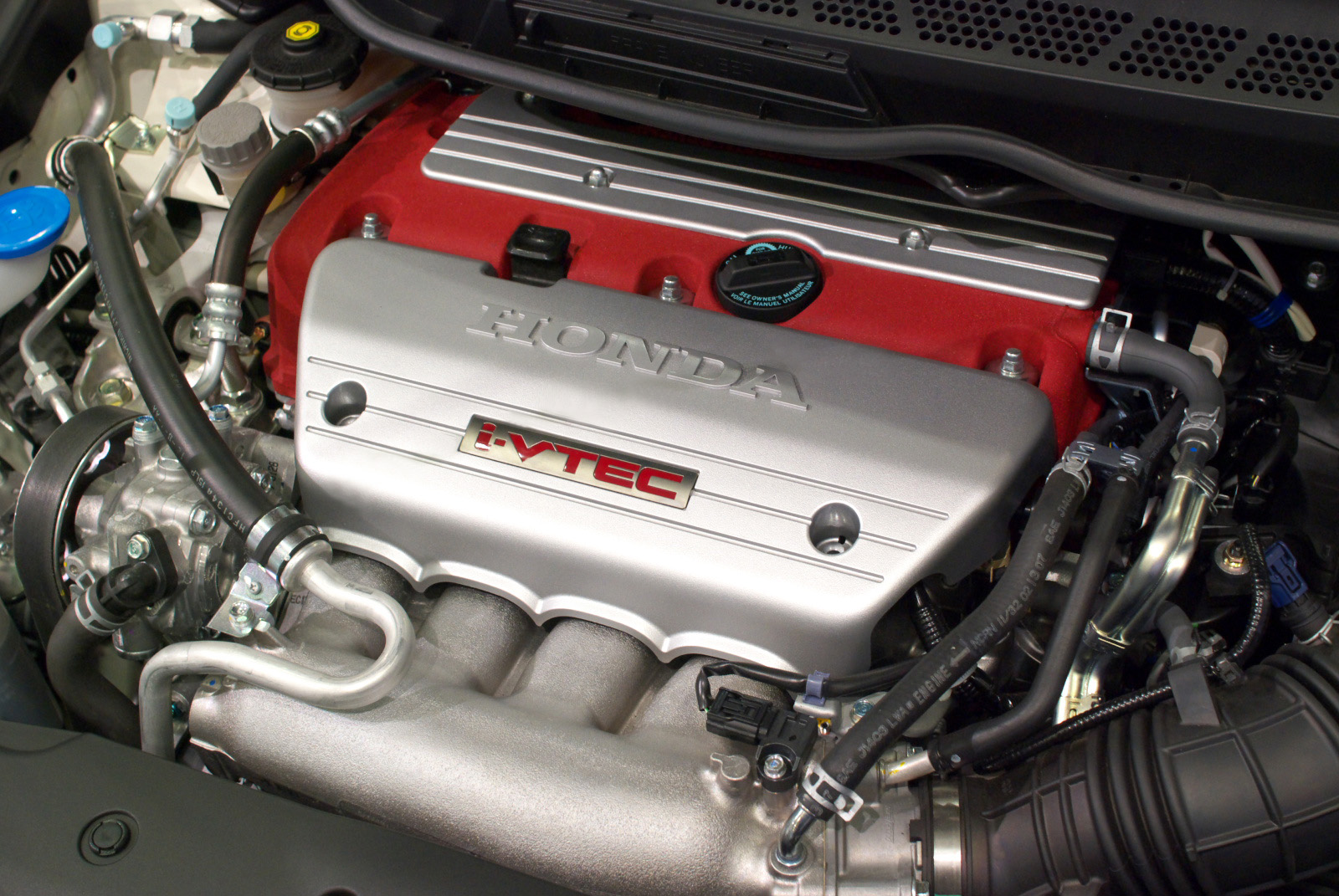
K20A
（FD2型シビック タイプR）

- 弁機構：DOHC i-VTEC チェーン駆動 吸気2 排気2
- 排気量：1,998cc
- 内径×行程：86.0mm×86.0mm
- 圧縮比：9.8
- 燃料供給装置形式：電子制御燃料噴射式（PGM-FI）
- 参考スペック（FD2 シビック 2.0GL）
  - 最高出力：114kW(155PS)/6,000rpm
  - 最大トルク：188N·m(19.2kg·m)/4,500rpm

R-Spec
- 弁機構：DOHC i-VTEC チェーン駆動 吸気2 排気2
- 排気量：1,998cc
- 内径×行程：86.0mm×86.0mm
- 圧縮比：11.7
- 燃料供給装置形式：電子制御燃料噴射式（PGM-FI）
- 参考スペック（FD2 シビック・タイプR）
  - 最高出力：165kW(225PS)/8,000rpm
  - 最大トルク：215N·m(21.9kg·m)/6,100rpm

#### K20B
- 弁機構：DOHC i-VTEC チェーン駆動 吸気2 排気2
- 排気量：1,998cc
- 内径×行程：86.0mm×86.0mm
- 圧縮比：10.0
- 燃料供給装置形式：電子制御燃料噴射式（PGM-FI 直噴）
- 参考スペック（RN5 ストリーム・アブソルート）
  - 最高出力：115kW(156PS)/6,300rpm
  - 最大トルク：188N·m(19.2kg·m)/4,600rpm

#### K20Z
標準仕様

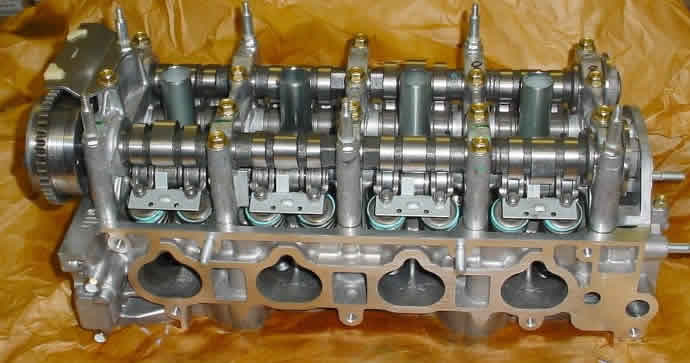
K20Z3のシリンダーヘッド
（i-VTECのコンポーネントが見える）

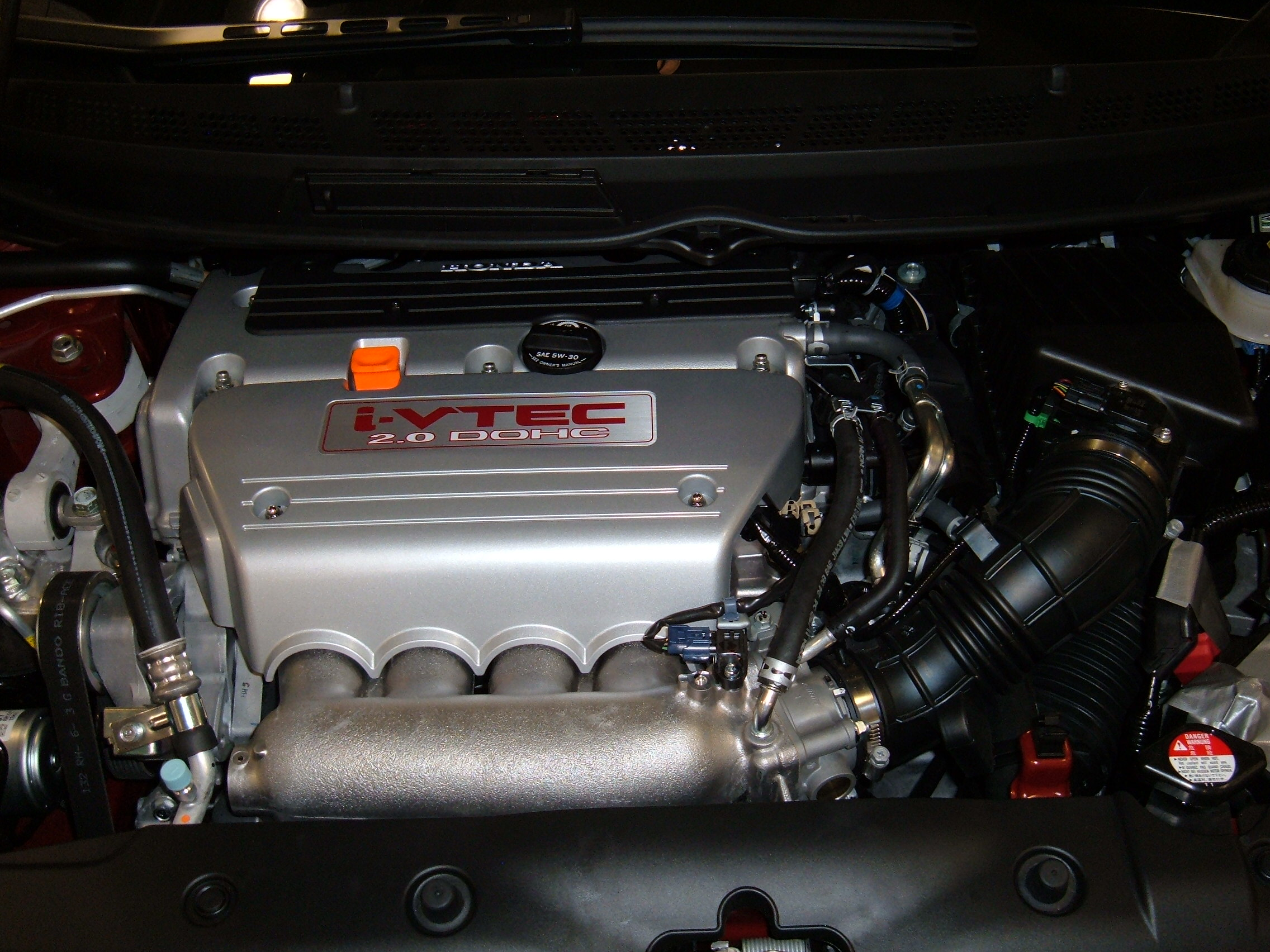
K20Z3

- 弁機構：DOHC i-VTEC チェーン駆動 吸気2 排気2
- 排気量：1,998cc
- 内径×行程：86.0mm×86.0mm
- 圧縮比：9.6
- 燃料供給装置形式：電子制御燃料噴射式（PGM-FI）
- 参考スペック（FA2 CSX）
  - 最高出力：115kW(157PS)/6,000rpm
  - 最大トルク：188N·m(19.2kg·m)/4,500rpm

R-Spec
- 弁機構：DOHC i-VTEC チェーン駆動 吸気2 排気2
- 排気量：1,998cc
- 内径×行程：86.0mm×86.0mm
- 圧縮比：11.0
- 燃料供給装置形式：電子制御燃料噴射式（PGM-FI）
- 参考スペック（FN2 シビック タイプR）
  - 最高出力：148kW(201PS)/7,800rpm
  - 最大トルク：193N·m(19.7kg·m)/5,600rpm

#### K23A

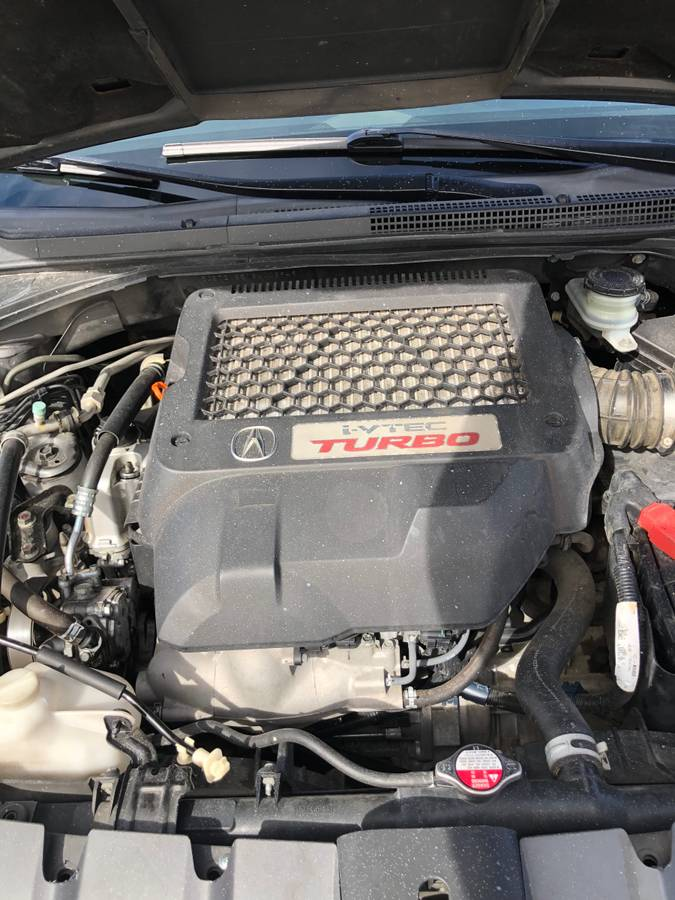
K23A1

- 弁機構：DOHC i-VTEC チェーン駆動 吸気2 排気2
- 排気量：2,300cc
- 内径×行程：86.0mm×99.0mm
- 圧縮比：8.8
- 過給機：可変ノズルターボ
- 燃料供給装置形式：電子制御燃料噴射式（PGM-FI）
- 参考スペック（TB1 RDX）
  - 最高出力：179kW(243PS)/6,000rpm
  - 最大トルク：355N·m(36.0kg·m)/4,500rpm

#### K24A
標準仕様
- 弁機構：DOHC i-VTEC チェーン駆動 吸気2 排気2
- 排気量：2,354cc
- 内径×行程：87.0mm×99.0mm
- 圧縮比：10.0
- 燃料供給装置形式：電子制御燃料噴射式（PGM-FI）
- 参考スペック（RM4 CR-V）
  - 最高出力：140kW(190PS)/7,000rpm
  - 最大トルク：222N·m(22.6kg·m)/4,400rpm

ハイオクガソリン仕様
- 弁機構：DOHC i-VTEC チェーン駆動 吸気2 排気2
- 排気量：2,354cc
- 内径×行程：87.0mm×99.0mm
- 圧縮比：11.1
- 燃料供給装置形式：電子制御燃料噴射式（PGM-FI）
- 参考スペック（RB3 オデッセイ アブソルート）
  - 最高出力：151kW(206PS)/7,000rpm
  - 最大トルク：232N·m(23.7kg·m)/4,300rpm

## 過去の搭載車種
K20A
- シビック
  - シビック タイプR（EP3/FD2）
- ストリーム（RN3/4）
- インテグラ（DC5）
  - インテグラ タイプR（DC5）
  - アキュラ・RSX（DC5）
- ステップワゴン（RF3/4/5/6/RG1/2）
- アコード（CL7/8）
  - アコード ユーロR（CL7）
  - アコードワゴン（CM1）
- エディックス（BE3/4）
- アリエル
  - アリエル・アトム
- VEMAC
  - VEMAC RD200（エンジン提供）

K20B
- ストリーム アブソルート（RN5）

K20Z
- シビック（FD/FN/FA）
  - シビッククーペ（FG2）
  - シビック・タイプR（FN2）
  - アキュラ・CSX（FA2）

K23A
- アキュラ・RDX（TB1）

K24A
- エレメント（YH2）
- ステップワゴン（RF7/8/RG3/4）
- オデッセイ（RB1/2/3/4）
- アコード（CL9/CU2）
  - アコードワゴン（CM2/3）
  - アコードツアラー（CW2）
  - アキュラ・TSX（CL9/CU2）
  - アキュラ・TSXスポーツワゴン
- エディックス（BE8）
- CR-V（RE3/4/RM4）
- エリシオン（RR1/2）
  - エリシオン プレステージ（RR1/2）

K24W
- アキュラ・ILX